# Banquet dels arcabussers de Sant Jordi de Haarlem
Banquet dels arcabussers de Sant Jordi de Haarlem (Banket van de officieren van de St. Jorisdoelen en neerlandès) és un oli sobre tela de Frans Hals pintat el 1616. El quadre està exposat al Museu Frans Hals de Haarlem, Països Baixos.

## Descripció
Es tracta del primer gran retrat de grup executat per Frans Hals. Existeixen precedents, com el Retrat dels oficials dels arcabussers de Sant Jordi executat per Cornelis van Haarlem (1599). Però Frans Hals va fer la seva gran aportació en aquest gènere, transformant la mera acumulació de retrats independents en una escena coherent, l'ocasió de la qual és un banquet.
Cinc van ser els encàrrecs que va rebre Frans Hals per pintar els retrats de les milícies cíviques de Haarlem. El mateix Hals era membre de la milícia de Sant Jordi des de 1612.
Representa un banquet d'una de les milícies cíviques, d'arcabussers, de la ciutat, amb les que el pintor estava molt relacionat. Aquestes associacions daten del segle xiii, i representaven el poder ciutadà davant del poder feudal; van tenir gran transcendència en les lluites per la independència dels Països Baixos. A través d'aquests retrats mostraven el seu poder, així com la bonança econòmica que vivia la ciutat. Aquests aspectes són simbolitzats, a més de pel caràcter afable dels seus membres, pel fet que es trobin immortalitzats durant un banquet. Està documentat qui és cadascun dels representats, donant-se la circumstància que algun d'ells, en continuar a la milícia el 1627, apareix al segon retrat de grup de la milícia de Sant Jordi elaborat per Hals aquell any, i similar a aquest.
La llum destaca els rostres i les mans amb la intenció de fer més notoris els gestos de les seves figures. El joc de llums, presa de l'exterior, serveix per contrastar la sobrietat de les robes d'aquesta associació cívica de caràcter purament calvinistes.
Destaca també la posició de les figures, de forma manierista i que van més enllà de les meres persones assegudes entorn d'una taula.